# Pseudacris crucifer
Pseudacris crucifer Wied-Neuwied, 1838 è un anfibio appartenente alla famiglia Hylidae, diffuso in Nordamerica, nota anche con il nome di raganella primaverile.

## Descrizione
È lunga dai 20 ai 25 mm, con una piccola croce nera sul dorso.
Il colore può variare dal bronzo, bruno, verde, verde oliva, o grigio. Le femmine sono in genere di colore più chiaro, mentre i maschi sono un po' più piccoli e solitamente hanno la gola più scure. 

## Biologia
Le Pseudacris crucifer si alimentano di piccoli insetti e ragni. Sono invece predati da grandi larve (ad esempio del Dytiscus marginalis), da serpenti, moffette, e altre rane più grandi.